# سنت مارسل، اندر
سنت مارسل، اندر (به فرانسوی: Saint-Marcel) یک کمون در فرانسه است که در اندر واقع شده‌است. سنت مارسل ۱۷٫۸۴ کیلومتر مربع مساحت و ۱٬۵۷۹ نفر جمعیت دارد و ۱۴۵ متر بالاتر از سطح دریا واقع شده‌است.